# NSG Breitunger Seen
NSG Breitunger Seen este o arie protejată (arie specială de conservare — SAC, sit de importanță comunitară — SCI) din Germania întinsă pe o suprafață de 77 ha, integral pe uscat.

## Localizare
Centrul sitului NSG Breitunger Seen este situat la coordonatele 50°45′02″N 10°19′54″E / 50.7506°N 10.3317°E.

## Înființare
Situl NSG Breitunger Seen a fost declarat sit de importanță comunitară în septembrie 2000 pentru a proteja 29 de specii de animale. Situl a fost protejat și ca arie specială de conservare în iulie 2008.

## Biodiversitate
Situată în ecoregiunea continentală, aria protejată conține 2 habitate naturale: Lacuri eutrofice naturale cu vegetație de tip Magnopotamion sau Hydrocharition, Fânețe de joasă altitudine (Alopecurus pratensis, Sanguisorba officinalis).
La baza desemnării sitului se află mai multe specii protejate:
- păsări (27): lăcar mare (Acrocephalus arundinaceus), fluierar de munte (Actitis hypoleucos), rață lingurar (Anas clypeata), rață fluierătoare (Anas penelope), fâsă-de-câmp (Anthus campestris), ciuf de câmp (Asio flammeus), buhai de baltă (Botaurus stellaris stellaris), fugaci de țărm (Calidris alpina), chirighiță neagră (Chlidonias niger), barză albă (Ciconia ciconia ciconia), barză neagră (Ciconia nigra), erete de stuf (Circus aeruginosus), erete vânăt (Circus cyaneus), cioară de semănătură (Corvus frugilegus), cristeiul de câmp (Crex crex), Falco peregrinus peregrinus, becațină comună (Gallinago gallinago), Ixobrychus minutus minutus, sfrâncioc mare (Lanius excubitor excubitor), ciocârlie de pădure (Lullula arborea), Luscinia svecica cyanecula, presură sură (Miliaria calandra), rață cu ciuf (Netta rufina), Numenius arquata arquata, vultur pescar (Pandion haliaetus), pițigoi-pungar (Remiz pendulinus), pupăză (Upupa epops)
- mamifere (2): liliac cârn (Barbastella barbastellus), vidră de râu (Lutra lutra)

Pe lângă speciile protejate, pe teritoriul sitului au mai fost identificate 9 specii de plante, 1 specie de amfibieni, 1 specie de mamifere, 9 specii de nevertebrate, 2 specii de reptile.